# 电脑奇侠REBOOT
《電腦奇俠REBOOT》（日語原題：キカイダー REBOOT），是於2014年發行的日本科幻特攝電影，由下山天導演。該片是根据石森章太郎1972年的原作重製，也是東映继《電腦黑魔》後該系列的第二部重制作品。

## 概要
該作品是於2014年1月30日举行的東映發表會上正式發表。以1972年至1973年播放的特摄電視劇《人造人电脑奇侠》为题材，將原作者石森章太郎的作品貼合21世纪背景的警示性现代题材故事，並以最新的數字特攝（VFX）技術予以重拍（東映稱之为“REBOOT”，即重啟之意）。本作以創造新的英雄電影为目的。
以拍摄《假面骑士系列》为主的东映将许多过去的人气特摄作品重拍。自《人造人间电脑奇侠》这部写实制作的电视系列放映以来，已时隔约41年（1995年制作的spin out作品《人造人间电脑黑魔》只保留電腦黑魔一个角色的设定并另加入角色制作而成，并没有电脑奇侠的登场）。此次的电影化在KADOKAWA的井上伸一郎的强烈支持下实现，但是等待剧本脱稿的時間長達2年，制作也頗為耗时。
主演次郎角色的演員，是首次擔任主角的年轻演员入江甚仪。其他的角色，有很多是由在东映外的公司制作的特摄作品中有演出经验的演员；并且电视剧版的《人造人间电脑奇侠》的次郎扮演者伴大介在故事中演出关键人物的心理学者前野究治郎一角。而结尾表明会有续集。

## 劇情大綱
場景是公元2014年，机器人工学发达的未来的日本。以應對人类残酷问题的为主的国家級机器人研發計畫“ARK项目”开始实施。
项目迎来了最终阶段。但这时，负责人之一的光明寺博士在事故中丧生。女儿满子对事故发生产生了重大疑问，不久她和博士的年幼儿子、满子的弟弟胜被神秘的人物袭击。当被追杀的二人走投无路的时候，青年次郎出现在追击者面前。追击者强大的力量引发了危机，使次郎隐藏的力量释放。他其实是光明寺博士为了保护女儿和儿子两人而制造出的人造人（机械人）电脑奇侠。
在保护满子和胜的旅程中，次郎在胜睡觉时想起了胜身体中博士遗留下来的研究成果的事情。电脑奇侠击退了追兵。满子认为那样的次郎和人类一样没抱有好意。另一方面，次郎（电脑奇侠）身体中被植入的不稳定良心电路产生了“善与恶”，同时被积累起来的自身体验所带来的情感似的感觉带来的矛盾所烦恼、痛苦着。“真正的正义与邪恶，究竟是什么呢？”但是，那样情况下的次郎心中无视追击者力量的增强而支撑下去，终于最强的敌人电脑黑魔逼近。
最终，电脑奇侠能守护好满子和正吗？而最后追击者派来的真正敌人是谁？

## 登场战士
电脑奇侠
人间体：次郎（入江甚仪饰）
替身演员：荒川真
代号为“KJX-1”（“K”是指电脑奇侠Kikaider）。是光明寺博士制造出来的携带良心回路的战斗用机械人，身体右侧是代表正义的蓝色，左侧是代表邪恶的红色。目的是阻止DARK项目，保护光明寺博士的儿女。良心回路对其战斗力有所限制，而良心回路会在电脑黑魔的电子脉冲的操控下攻击满子。最后与电脑黑魔同归于尽。
电脑黑魔
人间体：无（移植吉尔伯特 神崎的大脑）
替身演员：岩上弘数
CV：鶴見辰吾
基鲁博士制造出来的战斗用机械人，全身为黑色并由金黄色闪电装饰着，头部放置着基鲁博士的大脑。制造的目的是破坏电脑奇侠并将DARK项目贯彻到底，但神崎因电脑黑魔强大的战斗力而野心膨胀，妄图征服世界。最后与电脑奇侠同归于尽。
真理
高桥メアリージュン饰
代号为“BJX-2”（“B”是指美人侠Bijinder）。追赶满子和胜的女性型战斗用机械人。与电脑黑魔一样由吉尔伯特制造并未装载良心电路。因为没有装载良心回路，战斗力高于次郎。在椿谷身边效力。
原型为《电脑奇侠01》中的美人侠。

## ARK项目（DARK项目）相关者
吉尔伯特 神崎
鶴見辰吾饰
“ARK项目”现首席科学家。光明寺博士生前的助理，不过，其机械人没必要有“心”的想法与光明寺博士的思想不相容而对立。因为不受项目高层的椿谷重用，为了让椿谷承认自己而将自己的的大脑植入电脑黑魔的体内并开始对电脑奇侠和光明寺子女的袭击“行动”。因为沉浸于电脑黑魔的强大的力量而膨胀，企图以自己的电脑黑魔之力统治世界。最后与电脑奇侠同归于尽。
被椿谷和真理称为“Dr.Gil”（基鲁博士）。
即原作的基鲁博士的角色。
椿谷
中村育二饰
日本国家国防大臣，热衷于机械人的军事化研究，把“ARK项目”放在首位。认为与现在的首席科学家吉尔伯特 神崎做的东西相比，已故的光明寺博士的Android（机械人）更有想法，渴望得到博士的儿子胜身体里的“光明寺文件”并开发更多战斗用机械人。
田部慎之介
石橋蓮司饰
日本国总理大臣，对日本发生的大小事情了如指掌。虽启动了作为国策的“ARK项目”并任命椿谷负责监督计划完成，却并不重视椿谷的DARK项目。为椿谷对DARK项目狂热及其作为而担心着。

## 其他角色
光明寺信彦
長嶋一茂饰
机械工程学博士，电脑奇侠次郎的制造者，日本杰出的机械人工学的教授，ARK项目的最高执行者。为了阻止ARK项目军事化（即DARK计划）而制作出了电脑奇侠后原因不明地意外身亡。在死之前制造次郎的时候托付给次郎保护子女的使命。
光明寺满子
佐津川愛美饰
光明寺博士的女儿，学习机械人工学的的学生。因为光明寺博士忙于工作而对父亲深有怨言，因为弟弟胜身上的“光明寺文件”而与弟弟胜一同受到DARK项目的关系者的袭击，因不忍次郎继续受到真理的攻击而交出了“光明寺文件”。最后为了修复好次郎而下定决心成为父亲那样的人。
光明寺胜
池田優斗饰
光明寺博士的儿子。因身体里的“光明寺文件”而导致其与姐姐被追捕，对机械人的次郎十分感兴趣。
服部半平
原田龍二饰
是个记者和兼职的网络小说家，原作为一名私家侦探，伊贺忍者服部半藏的第16代子孙。对光明寺博士死亡抱有疑惑，并为调查此事件背后的真相而奔走。
前野究治郎
伴大介饰
次郎逃避途中遇到的心理学者。其实光明寺博士的恩师。建议给机器人安装“良心电路”一事的人物。在次郎的“心”混乱时给予劝告。
名字是“旧次郎”（Kyu Jiro）的谐音。
本田宗五郎
本田博太郎饰
与半平相识的年迈的男人。在秋叶原的杂居大楼里架起了垃圾假造的机械销售店。半平带来了满子姐弟俩被袭击时取材的巨大机械的一部分碎片给他检查，对与电脑黑魔战斗后受损的次郎进行了维护。

## 用语
ARK项目
全名为Advanced Research by KOUMYOUJI Project（光明寺高级研究项目）
在这个世界中，日本国拿手的机械人开发更促进总理田部将机械人开发变为日本的国家事业因而设立了该项目。项目本来的最终目标是大量制作优秀的机器人，使其成为不可动摇的基础产业。但因为执行者椿谷的野心而逐渐演变为蕴含着军事目的的DARK项目。
该项目导致了光明寺博士的事故死亡，帮助了神崎在该项目中领导作用提升至最高。使椿谷信服的是项目无法被阻止的现况。
DARK项目
全名为Defence Advanced Research by KOUMYOUJI Project（光明寺国防高级研究项目）
ARK项目经椿谷执行后最后演变成的蕴含着军事目的的项目。
良心电路
电脑奇侠 / 次郎搭载的拥有人类的“感情”和“心”的核心机体。因光明寺博士死亡而未完成，所以当其在获取外界的数据加以分析和判断时，会被单纯的“善”或“恶”所左右。复杂的状况下善恶的难以分辨的情况也很多，令次郎“烦恼”。
电脑奇侠两个身体颜色“蓝”是善之心，“赤”是恶之心。“纳米结晶显示器”可映射得到了的东西，假如得到了完整的“良心”，全身就会被“蓝”覆盖。但是，相反良心电路关闭的时候，“赤”就像“蓝”的那样覆盖全身。
光明寺文件
光明寺博士的参与ARK项目时的研究数据，被藏于光明寺的儿子胜的体内。包括电脑奇侠的结构图等，椿谷认为只要有了这个数据没有不可能制造的机械人。

## 主题曲
《Go Go・电脑奇侠2014》
- 演唱：THE COLLECTORS（日语：ザ・コレクターズ）
- 作詞：石森章太郎
- 作曲／編曲：渡辺宙明

## 關連項目
- 人造人间电脑奇侠
- 电脑奇侠01
- 人造人间电脑黑魔
- 假面骑士铠武